# Meister von Guillebert de Mets
Als Meister von Guillebert de Mets (englisch Master of Guillebert de Mets) oder auch Meister des Guillebert von Metz (französisch Maître de Guillebert de Metz) wird ein Buchmaler im Flandern der ersten Hälfte des 15. Jahrhunderts bezeichnet. Er war in der Blütezeit der gotischen Buchmalerei dieser Region tätig und hatte seine Werkstatt wohl in Geraardsbergen. Der namentlich nicht bekannte Künstler erhielt seinen Notnamen nach seinen Miniaturen, die er zu Manuskripten des bekannten Kopisten Guillebert de Metz beigetragen hat.

## Wirken und Zuschreibungen
Zum einen hat der Meister von Guillebert de Mets um 1445 mehr als 30 Bilder zu einem aus dem Italienischen ins Französische übertragenen Text von Boccaccios Decamerone beigetragen. Zu diesem von Laurent de Permierfait übersetzten und von Guillebert abgeschriebenen Text hatte ein zweiter, der namentlich ebenfalls nicht bekannte Buchmaler Meister des Jean Mansel, die weiteren der 100 Bilder beigetragen. Des Weiteren wurde der Meister von Guillebert de Mets nach einem zweiten zuvor um 1434 von Guillebert geschriebenen Text benannt. Es handelt sich dabei um eine Beschreibung der Stadt Paris. Der Meister hat dazu das Anfangsbild beigetragen.
Der Meister von Guillebert de Mets hatte wohl entweder in Paris selbst seine Ausbildung erhalten oder in einer Werkstatt in Flandern, die mit dem Pariser Stil vertraut war. Der feine Stil des Meisters ist aber auch von italienischen Einflüssen geprägt. Typisch für den Meister sind seine Randleisten mit der Darstellung von Blättern und Ranken, die vor allem in seinen frühen Werken, beispielsweise mit Efeu, die von ihm in kräftigen Farben geschaffenen Seiten umgeben. Die von ihm gemalten Figuren stellen die Kopfpartien prominent dar und arbeiten Details der Augen- und Mundpartien klar heraus. Auch malt er die Hände seiner Figuren mit typischen verlängerten Fingern.
Dem Meister von Guillebert de Mets können neben den zwei namensgebenden Werken durch Stilvergleich noch mehrere weitere Arbeiten zugeordnet werden. Darunter finden sich Beiträge zu Stundenbüchern und auch zu weltlichen Texten. Seine Bilder sind auf einzelnen Seiten zu finden, die separat vom Manuskript erstellt und bald nach dessen Fertigstellung eingefügt wurden. Dies deutet darauf hin, dass der Meister nicht auf Anweisung der Schreiber, sondern eigenständig malte.
Er wurde auch als „Meister mit den Silberhimmeln“ (französisch maître aux ciels d’argent, englisch Master of the Silver Skies) bezeichnet.